# Ніколас Бретвейт
Ніколас Александер Бретвейт (8 липня 1925, Каріока — 28 жовтня 2016, Сент-Джорджес) — політичний діяч Гренади, прем'єр-міністр країни з 1983 до 1984 та з 1990 до 1995 року.

## Життєпис
Народився на острові Каріока. Після інтервенції США 1983 року Бретвейта, члена Національного демократичного конгресу, було призначено на пост голови Тимчасової консультативної ради, завданням якої було відновлення уряду Гренади. Утім 1984 його партія програла вибори, і Бретвейт передав пост глави уряду Герберту Блейзу. 1990 Національний демократичний конгрес виборов перемогу на парламентських виборах, а Бретвейт зайняв пост прем'єр-міністра.
1995 року Ніколас Бретвейт отримав лицарський титул.